# Rabah Ameur Zaimeche
Rabah Ameur-Zaïmeche (Ameur Zaimeche) (ALA-LC: Rbah Eamir Zaymsh (en árabe: 'رباح عامر زايمش'‎)‎; 1968, Beni Zid, Argelia), es un realizador, guionista, productor de cine y televisión y actor franco-argelino.

## Biografía
Originario de Argelia, Rabah Ameur-Zaïmeche, con sus padres, y de dos años de edad, migraron a Francia en 1968, al momento de la 2ª gran ola de inmigración argelina. Creció, y estudió en la ciudad de Bosquets, en Montfermeil, en Seine-Saint-Denis. 
Luego de sus estudios en humanística, en 1999 funda la sociedad Sarrazink Productions, para proyectos de cine. Así, dirige en 2001 su 1.er. largometraje Wesh Wesh, qu'est-ce qui se passe ?, el cual obtiene el "Premio Louis-Delluc" para operas primas fílmicas, y, también el Premio Léo Scheer, en el Festival internacional de cine de Belfort. Para este proyecto, el director hace todo por sí mismo, desde la producción hasta la interpretación, y produce la película con sus propios fondos. El guion fue coescrito por Madjid Benaroudj, también un actor en la película.
En 2006, su 2º filme Bled Number One fue seleccionado en la categoría Un certain regard y recibió el Premio de la Juventud en el Festival de Cannes. En 2008, dirigió Dernier Maquis que fue seleccionado en el Festival de Cannes 2008 en el marco de la Muestra paralela Quincena de los directores.
En mayo de 2011, se le otorga el Premio Jean Vigo, por su 4º filme, Les Chants de Mandrin.
En 2015, Histoire de Judas es seleccionado en el Forum du nouveau cinéma del Festival de Cine de Berlín y recibe el Premio del Jurado Ecuménico.

## Filmografía

### Director
- 2002 : Wesh wesh, qu'est-ce qui se passe ?
- 2006 : Bled Number One
- 2008 : Dernier Maquis
- 2012 : Les Chants de Mandrin
- 2015 : Histoire de Judas
- 2023 :  Le gang des bois du temple

### Actor
- 2002 : Wesh wesh, qu'est-ce qui se passe ?
- 2006 : Bled Number One
- 2008 : Dernier Maquis
- 2012 : Les Chants de Mandrin
- 2015 : Histoire de Judas[6]